# Gebhard Friedrich von Krosigk (1579–1630)
Gebhard Friedrich von Krosigk (* 12. April 1579 in Beesen; † 18. Januar 1630 in Hohenerxleben) war Erbherr auf Hohenerxleben, Merbitz und Rathmannsdorf sowie Mitglied des anhaltischen Ständeausschusses. 

## Leben
Gebhard Friedrich von Krosigk stammte aus dem Adelsgeschlecht Krosigk. Er war ein Sohn von Vollrad von Krosigk († 1597) und dessen Ehefrau Sophie, geborene von Alvensleben († 1625). Vollrad von Krosigk († 1626) war sein älterer Bruder.
Nach dem Schulbesuch in Halle ging er 1595 an die Universität Helmstedt und 1598 an die Universität Wittenberg. 1602 unternahm er eine Bildungsreise nach Polen. Etwa 1602/1603 nahm er in Ungarn am Langen Türkenkrieg teil und tat 1604 Kriegsdienst in den Niederlanden. Es folgte eine Reise nach England und Frankreich. 1606 reiste er nach Italien und besuchte 1607 die Universität Siena.
1608 heiratete er Catharina, geborene von Veltheim († 1620). Aus dieser Ehe gingen Vollrad von Krosigk (1612–1660) und Matthias von Krosigk (1616–1697) hervor.
1623 heiratete er Brigitta, geborene von Behr (1603–1667). Aus dieser Ehe stammten Jakob Anton von Krosigk (1624–1704), Ludolf Lorenz von Krosigk (1627–1673) und Bertha Sophie von Krosigk (1631–1686; ⚭ Johann August von der Asseburg)
Im Jahr 1623 wurde er unter dem Gesellschaftsnamen der Wohlbedeckte in die Fruchtbringende Gesellschaft aufgenommen.
Gebhard Friedrich von Krosigk wurde an der Dorfkirche Hohenerxleben beigesetzt.